# Beechcraft
Beechcraft er navnet på en serie af civile og militære fly produceret af den amerikanske flyproducent Beech Aircraft Corporation. Firmaet blev etableret i 1932 og drives endnu som en underafdeling af Raytheon Aircraft Company som opkøbte Beech Aircraft Corporation i 1980. Blandt de mest kendte modeller er Beechcraft 35 Bonanza, som blev produceret fra 1947 til 1982 og solgt i over 10.000 eksemplarer, og det militære transportfly Beechcraft C-45.